# 斯波義敏
斯波 義敏（しば よしとし）は、室町時代後期の武将、守護大名。越前・尾張・遠江守護。斯波氏（武衛家）10代当主。父は斯波（大野）持種、義父は斯波義健。子に義寛、斯波義孝室、寛元、義雄。

## 生涯

### 武衛家相続と甲斐常治との対立
永享7年（1435年）、斯波一門の大野持種（斯波持種）の嫡男として誕生する。宝徳3年（1451年）12月12日に元服が行われた（『康富記』）。この頃、斯波本家である武衛家では当主の早世が相次ぎ、一門筆頭格の大野持種と、重臣筆頭格の甲斐常治（執事、越前・遠江守護代）が幼主の斯波義健を後見していた。しかし持種と常治は相容れず、主導権を巡って対立状況にあった。
享徳元年（1452年）9月、当主の義健が18歳で死去して嗣子が無かったため、義健と同年齢の義敏が室町幕府及び重臣に推されて武衛家の家督と越前・尾張・遠江守護を継承し、従五位下左兵衛佐に任官した（『斯波家譜』）。これにより、一門筆頭（斯波持種）と家臣筆頭（甲斐常治）の対立は、主従（義敏対常治）の争いに発展した。義敏は常治と元から折り合いが悪く、義敏が常治の弟を登用しようとしたり、主家をないがしろにする常治の排除を企てていたともいわれる。分国越前で支配権を掌握する甲斐派を排除したい越前国人と権力回復を目論む義敏が結びつき、常治との権力闘争が生じたという面もあった。

### 長禄合戦
甲斐常治は将軍足利義政の不知行地還付政策を支持しており、越前など分国の経営にあたっては幕府や武衛家重臣朝倉孝景などの支持を得ていた。義敏は常治の専横を幕府に訴えたが、長禄元年（1457年）に甲斐氏・朝倉氏・織田氏ら重臣と戦って敗れ、東山東光寺に篭居する羽目となった（『大乗院寺社雑事記』『経覚私要妙』『碧山日録』『在盛卿記』）。
長禄2年（1458年）2月、将軍や管領細川勝元の仲裁によって両者はひとまず和解し、義敏は自邸に戻った。ところが越前では義敏派の国人堀江利真と甲斐派の朝倉孝景・甲斐敏光（常治の息子）らが衝突、7月頃に長禄合戦へと発展した。緒戦は堀江利真の率いる義敏派が連戦連勝して戦局を有利に展開したが、不知行地還付政策に基づく寺社の荘園 (日本)直接支配推進を利真が拒絶したため幕府の態度は硬化し、朝倉らの支持に傾いた。この頃、将軍義政の異母兄である堀越公方足利政知の関東経略に進展が見られないことから、その救援のため、9月に義敏および常治が関東への出兵が命じられた。だが両者は互いに警戒して動かず、長禄3年（1459年）1月には越前の義敏派と甲斐派の衝突が再燃した。義政から再三にわたる関東出兵命令を受けた義敏は、5月に兵を集めたものの関東には赴かず、甲斐方の金ヶ崎城や敦賀を攻めて逆に敗れた。義政の怒りを買った義敏は、息子の松王丸（義寛）に家督を譲らされ、周防の大内教弘の元へ追放された。8月には堀江利真も越前に侵攻した朝倉孝景に討たれ、甲斐派が合戦に勝利した。もっとも甲斐常治自身はその間京都で病床に臥せっていたのであり、勝利の直後に病死している。

### 武衛騒動
寛正2年（1461年）9月、幕府の関東政策により、松王丸に替わって堀越公方執事渋川義鏡の子である斯波義廉が武衛家を継承した（興福寺尋尊の『大乗院寺社雑事記』寛正2年8月2日条は、朝倉孝景・甲斐敏光がこれに関与していたとする。ただし、孝景・敏光は遠江と関東に出陣していたため、この説は疑問）。そのため、義敏は反義廉となって将軍側近などに対し、復帰工作を行うようになる。 渋川義鏡が関東経略に失敗し、将軍義政の不興を買ったことで、義敏の立場も改善に向かっていく。
寛正4年（1463年）11月、将軍義政は側近の伊勢貞親、季瓊真蘂らの進言を容れ、生母日野重子の逝去に伴い義敏を赦免した。この時は京都への復帰は認められず、ようやく寛正6年（1465年）10月22日に至って上洛を許す御内書が出たのを受けて義敏は周防を立ち、12月29日に上洛、翌30日に父大野持種とともに将軍に拝謁した（『蔭涼軒日録』、『大乗院寺社雑事記』は対面を29日のこととする）。これを知った義廉が将軍に迫り、分国は引き続き義廉が支配するようにとの幕府奉行人奉書が同30日付で出された。興福寺の尋尊は義政の意図を図りかねて困惑している。
文正元年（1466年）7月23日、幕府は義敏を武衛家家督に復し、8月25日に尾張・遠江・越前3ヶ国の守護に任じた。家督を奪われた義廉は岳父山名宗全を頼り、一色義直・土岐成頼らも義廉に味方する。さらに、同年に伊勢貞親の助言で大内教弘の子政弘が赦免されると、これに反対する細川勝元も貞親に敵対し、9月6日に貞親・真蘂・赤松政則らの失脚（文正の政変）に発展した。14日に義敏の守護職と家督は剥奪され、再度義廉が任命された。

### 応仁の乱と朝倉孝景の自立
こうした武衛家の内訌と足利将軍家・管領畠山氏の後継者争いなどに絡んだ守護大名の派閥抗争が応仁の乱に発展すると、義敏は細川勝元率いる東軍に属し、京都の戦乱を後目にいち早く越前において西軍の義廉陣営を掃討していくなど戦果を上げた。また将軍義政を擁する東軍に属したことで、応仁2年（1468年）7月には義敏・松王丸（のちに元服して義良）父子に武衛家家督と三ヶ国守護がそれぞれ返還（西軍内では依然として義廉が武衛家当主及び三ヶ国守護扱い）されるなど、義廉陣営に対して有利な立場に立った。
文明3年（1471年）、越前国主の座を見返りに朝倉孝景が東軍へ寝返り、越前で実力支配を展開していった。この時、義政は孝景が合戦を起こしても行動しないように義敏に命じたので中立化したが、やがて越前の西軍勢力を駆逐した孝景の勢力の前に義敏は苦境に立たされる。最後は越前統一を目前とした孝景に対抗するため、越前大野の土橋城に籠もるものの、文明7年（1475年）末に孝景の総攻撃を受け、孝景によって京都に送り帰された。これを記述する『応仁記』は、西軍方であった甲斐氏が義敏に加担したとするが、甲斐氏が義敏と結んだ事実は確認できず矛盾があり、この記事は虚偽であるとする見解もある。
記録などから義敏と孝景の対立の公然化が確認できるのは、義良（後に義寛）が越前に下向する文明11年（1479年）以降である。義良は越前奪還の兵を出し、また幕府にたびたび訴訟を起こすが（長享の訴訟・延徳の訴訟）、ついに越前の回復を果たせなかった。

### 晩年
帰京後の義敏は文化的活動が主となり、武衛家当主としての実質的な活動は義寛に任せて、前将軍義政の側にあったと思われる。文明13年（1481年）に斯波氏嫡流の事績及び自分の嫡流相続の経緯をまとめ『斯波家譜』として残す。また歴代の武衛家当主達と同じく連歌などもよく行い、『新撰菟玖波集』には7首が入選している。文明17年（1485年）、義敏は従三位左兵衛督になっているが、これは斯波氏歴代を見ても破格の待遇であった。この年の8月に義政に従って出家、入道道海と号し、名実共に義寛に武衛家家督を譲る。出家後には笙を本格的に始め、新将軍足利義材の師でもある豊原統秋らから指導を受けた。笙は足利将軍の権威の象徴であるとともに、斯波義将・義種兄弟ゆかりの楽器であったとされ、斯波氏の権威を内外に示す意図があったとみられている。
永正5年（1508年）に死去。享年74。法名は即現院殿道海深叟。
武衛家の家督自体は、義敏が将軍父子を擁する東軍に属し、西軍の義廉に追討令が下ったこともあって取り戻すことには成功した。しかしこの一連の家督争いの間に、高祖父高経以来の領国であり斯波氏の本拠地ともいえる越前を家臣に過ぎなかった朝倉氏に奪われるなど、斯波氏はその後衰退してゆくこととなる。ただし、越前は失ったものの、義敏が京都にて幕府や朝廷との関係を保ち、義寛が尾張での領国経営に成功したことで、文明から明応にかけては斯波氏が政治的復権を果たしていたという見解も存在する。この見解では応仁の乱と朝倉氏の越前奪取よりも、明応の政変において足利義材派として政治力を失ったことと今川氏の遠江侵攻の方が斯波氏の衰退の直接的原因となったとしている。

## 官歴
※日付は旧暦
- 享徳元年（1452年）、家督相続。従五位下左兵衛佐。越前、尾張、遠江守護補任。
- 長禄3年（1459年）、三ヶ国守護職罷免。家督剥奪。
- 文正元年（1466年）7月、家督再承。
- 文正元年（1466年）8月、三ヶ国守護職再任。
- 文正元年（1466年）9月、三ヶ国守護職罷免。
- 応仁2年（1468年）7月、嫡子松王丸（義寛）に三ヶ国守護職補任。
- 文明7年（1475年）10月、尾張に赴く。
- 文明10年（1478年）7月24日、従四位下に昇叙。これ以降、左兵衛督に転任か？
- 文明16年（1484年）8月8日、従三位に昇叙。
- 文明17年（1485年）8月、出家。入道道海と号す。

## 偏諱を受けた人物
- 斯波政敏（まさとし、息子、奥田秀種の実父）
- 朝倉敏景（朝倉氏第7代当主・英林孝景の初名） - 後に義敏と対立
- 織田敏広（岩倉織田氏（織田伊勢守家））
- 織田敏定（清洲織田氏（織田大和守家）） - 子とされる敏信[注釈 6]・敏宗・秀敏も「敏」の字を使用。
- 織田敏任（としとう、敏定の弟とされる）
- 織田敏貞（としさだ、敏定・敏任の叔父（父・久長の弟）とされる）
- 織田敏仁（としひと、同上、久長の弟で養子とされる）
- 甲斐敏光（甲斐常治の子） - 後に義敏と対立